# 1590'erne
Århundreder: 15. århundrede – 16. århundrede – 17. århundrede
Årtier: 1540'erne 1550'erne 1560'erne 1570'erne 1580'erne – 1590'erne – 1600'erne 1610'erne 1620'erne 1630'erne 1640'erne
År: 1590 1591 1592 1593 1594 1595 1596 1597 1598 1599
Begivenheder
Personer